# Liste des instruments de Stradivarius
Pour les articles homonymes, voir Stradivarius (homonymie).
Pour un article plus général, voir Instruments de Stradivarius.
La liste des instruments Stradivarius regroupe l'ensemble des instruments à cordes frottées (principalement des violons et violoncelles) connus ayant été fabriqués par le luthier de Crémone Antonio Stradivari.

## Production
Les spécialistes estiment que le luthier crémonais aurait réalisé environ 1 000 instruments, certains commandés par des souverains comme le roi d'Angleterre Jacques II ou le roi d'Espagne Charles III,. Selon les estimations, entre 650 et 700 violons sont actuellement authentifiés comme des Stradivarius. Ce nombre décroît pour atteindre une soixantaine pour les violoncelles et une dizaine pour les violons alto.

## Violons
| Surnom                                                   | Date   | Période  | Style | Nombre pièces fond | Localisation | Notes | Montant dernière transaction connue |
| -------------------------------------------------------- | ------ | -------- | ----- | ------------------ | --- | --- | ----------------------------------- |
| Serdet                                                   | 1666   |          |       |                    | Ashmolean Museum | Restauré et vendu par Paul Serdet en 1900 à Paris |                                     |
| ex-Back                                                  | 1666   |          |       |                    | Fridart Foundation Royal Academy of Music | Actuellement utilisé par la Royal Academy's York Gate Collection |                                     |
| Dubois                                                   | 1667   |          |       |                    | Société Canimex inc. | Prêté à Alexandre Da Costa, puis à Justin Lamy |                                     |
| Aranyi                                                   | 1667   |          |       |                    | Francis Aranyi, puis Michèle Unterberg (collectionneurs) | Vendu chez Sotheby's London, 12 novembre 1986 |                                     |
| ex-Captain Saville                                       | 1667   |          |       |                    | Jean-Baptiste Vuillaume Captain Saville (1901–1907) | Joué par André Rieu |                                     |
| Jenkins, Thompson                                        | 1667   |          |       |                    | A appartenu au comte Cesare Nichesola (cédé en 1899) 1948 à 1957 : propriété du violoniste Tom Jenkins | Vendu par la veuve de Tom Jenkins en 1995, pour doter un concours de jeune luthier (Stradivarius ayant fabriqué ce violon à 23 ans, juste après son apprentissage dans l'atelier Amati). |                                     |
| Amatese                                                  | 1668   |          |       |                    | | Bien que mentionné dans de nombreux ouvrages de référence comme un des plus anciens instruments de Stradivarius, le consensus actuel est que ce n'est pas un Stradivarius. Lors de sa vente à Sotheby's à New York, le 3 février 1982 il est qualifié comme « un violon intéressant ». |                                     |
| Oistrakh                                                 | 1671   |          |       |                    | Reine Élisabeth de Belgique David Oïstrakh (1969) Musée Glinka de Moscou | Oïstrakh n'a jamais joué cet instrument, construit dans le style de Nicolo Amati, en raison de sa taille trop courte, inconfortable pour sa main. Donné au musée Glinka par la veuve d'Oïstrakh. Volé au Musée de la Culture en Russie en mai 1996, retrouvé en 2001. |                                     |
| Sellière                                                 | 1672   |          |       |                    | Charles IV d'Espagne | |                                     |
| Sunrise                                                  | 1677   |          |       |                    | Collection Herbert et Evelyn Axelrod, Smithsonian Institution | |                                     |
| Spanish                                                  | 1678   |          |       |                    | Finnish Cultural Foundation | mis à la disposition d'Elina Vähälä (en) |                                     |
| Hellier                                                  | 1679   |          |       |                    | Sir Samuel Hellier | Collection Herbert et Evelyn Axelrod, Smithsonian Institution |                                     |
| Paganini-Desaint                                         | 1680   |          |       |                    | Nippon Music Foundation | Ce violon est un des quatre du groupe d'instruments connu sous le nom de Quatuor Paganini. |                                     |
|                                                          | 1680   |          |       |                    | Collection Mr & Mrs Rin Kei Mei | |                                     |
|                                                          | 1681   |          |       |                    | Reynier ou Comte de Chesnais | Propriété de Napoléon III qui l'offre au violoniste français Léon Reynier (qui possédait un autre instrument de 1727) et le vend au comte de Chesnais de Marseille en 1881. Jusqu'en 1929, il fait partie des collections de John Wanamaker, puis Rudolph Wurlitzer Co. (1929). Après avoir été à Miles Franklin Yount, en 1949 il est la propriété de Lyon & Healey.                             |                                     |
| Fleming                                                  | 1681   |          |       |                    | | |                                     |
| Bucher                                                   | 1683   |          |       |                    | | mis à la disposition d'Alma Deutscher. |                                     |
| Cipriani Potter                                          | 1683   |          |       |                    | Cipriani Potter (1792–1871) | |                                     |
| Cobbett ; ex-Holloway                                    | 1683   |          |       |                    | Walter Willson Cobbett, violoniste amateur et rédacteur de la Cobbett’s Cyclopedic Survey of Chamber Music | Mis à la disposition de Sejong, acquis par The Stradivari Society, propriété de Higgin Kim |                                     |
| ex-Croall                                                | 1684   |          |       |                    | Portigon Financial Services | |                                     |
| ex-Elphinstone                                           | 1684   |          |       |                    | | Depuis 2005 appartient à Philip Greenberg, directeur artistique et chef d'orchestre de l'Orchestre philharmonique de Kiev, en Ukraine. |                                     |
| ex-Arma Senkrah                                          | 1685   |          |       |                    | The Ruggeri – Stiftung | Mis à disposition de Bogdan Bozovic du Trio de Vienne (Wiener Klaviertrio) |                                     |
| ex-Castelbarco                                           | 1685   |          |       |                    | | |                                     |
| Eugenie ; ex-Mackenzie                                   | 1685   |          |       |                    | | Mis à disposition de Swang Lin, l'un des premiers violons du Orchestre symphonique de Fort Worth (en) (Texas) |                                     |
| Polonia                                                  | 1685   |          |       |                    | Possession de Roman Ziemian. | Mis à la disposition de Janusz Wawrowski (en) depuis mai 2018, en reconnaissance de ses efforts pour promouvoir la culture polonaise de par le monde. |                                     |
| Goddard                                                  | 1686   |          |       |                    | Mademoiselle Goddard ; Antonio Fortunato (en) | |                                     |
| ex-Natchez                                               | 1686   |          |       |                    | Dr. Winfred & Mr. John Constable | |                                     |
| Rosenheim                                                | 1686   |          |       |                    | William Rosenheim | |                                     |
| Ole Bull                                                 | 1687   |          |       |                    | Ole Bull (1844) Dr. Herbert Axelrod (1985–1997) | Donation au Smithsonian Institution en 1997 par Herbert R. Axelrod. Fait actuellement partie de l'Axelrod quartet. |                                     |
| Mercur-Avery                                             | 1687   |          |       |                    | | Mis à la disposition de Jonathan Carney, soliste de l'Orchestre symphonique de Baltimore depuis 2002 |                                     |
|                                                          | 1688   |          |       |                    | Collection Mr & Mrs Rin Kei Mei | |                                     |
| Arditi                                                   | 1689   |          |       |                    | Dextra musica AS (Norvège) | Mis à la disposition de Elise Båtnes, soliste de l'Orchestre philharmonique d'Oslo |                                     |
| Baumgartner                                              | 1689   |          |       |                    | Canada Council for the Arts | Mis à la disposition de Iryna Krechkovsky jusqu'en 2015 |                                     |
| Espagnol I                                               | 1689   |          |       |                    | Patrimonio Nacional, Palacio Real, Madrid, Espagne | vers 1687-1689 ; un des deux violons (Espagnol I et II) en référence à los Decorados, et los Palatinos ; connu aussi sous l'appellation del Cuarteto Real (le Quartet Royal) quand ils rejoignirent l'alto (1696) et le violoncelle (1694) de la cour d'Espagne. |                                     |
| Espagnol II                                              | 1689   |          |       |                    | Patrimonio Nacional, Palacio Real, Madrid, Espagne | vers 1687-1689 ; second violon (Espagnol I & II) en référence à los Decorados, et los Palatinos ; connu aussi sous l'appellation del Cuarteto Real (le Quatuor Royal) quand ils rejoignirent l'alto (1696) et le violoncelle (1694) de la cour d'Espagne. |                                     |
| Auer                                                     | 1690   |          |       |                    | Leopold Auer, un des professeurs les plus influents des dix dernières années du XIXe siècle : Jascha Heifetz, Mischa Elman, Nathan Milstein et de nombreux violonistes russes sont tous ses élèves. Auer acquit ce violon de M. Aarhessen en 1875 et le conserva jusqu'en 1895, quand il réapparut en possession de Victor De Gloubonoff. Le violon est dans la collection Richard Bennett en 1926 | mis à la disposition successivement de Dylana Jensen, Leonídas Kavákos, Eunice Lee, Vadim Gluzman et enfin d'Edvin Marton (2014), acquis par The Stradivari Society |                                     |
| Bingham                                                  | 1690   |          |       |                    | | |                                     |
| Medici/Toscan                                            | 1690   |          |       |                    | Musée des instruments de musique de Florence, Italie. Propriété du Gouvernement italien | Acquis en 1953 pour être prêté à Gioconda de Vito ; puis à Pina Carmirelli. Conservé à l'état original et sans aucune restauration. |                                     |
| Ex-Auer                                                  | 1691   |          |       |                    | Canimex inc. | mis à la disposition de Kerson Leong |                                     |
| Queux de Saint-Hilaire                                   | c.1692 |          |       |                    | Musée de la musique, Paris | Modèle « longuet ». |                                     |
| Bennett                                                  | 1692   |          |       |                    | Winterthur-Versicherungen | mis à la disposition de Hanna Weinmeister |                                     |
| Falmouth                                                 | 1692   |          |       |                    | | mis à la disposition de Leonídas Kavákos |                                     |
| Gould                                                    | 1693   |          |       |                    | George Gould Metropolitan Museum of Art | légué par George Gould au Metropolitan Museum en 1955 |                                     |
| Harrison                                                 | 1693   |          |       |                    | Richard Harrison ; Henry Hottinger ; Chung Kyung-wha | Collection the National Music Museum |                                     |
| Baillot-Pommerau                                         | 1694   |          |       |                    | | Acquis anciennement par Arthur Catterall, puis par Alfredo Campoli |                                     |
| Rutson                                                   | 1694   |          |       |                    | Royal Academy of Music | mis à la disposition de Clio Gould |                                     |
| Francesca                                                | 1694   |          |       |                    | | |                                     |
| Fetzer                                                   | 1695   |          |       |                    | | |                                     |
| Paganini                                                 | 1697   |          |       |                    | Edvin Marton | Dima Bilan, avec Evgeni Plushenko, et Edvin Marton jouant avec le Stradivarius, a gagné le Concours Eurovision de la chanson 2008 |                                     |
| Molitor                                                  | 1697   |          |       |                    | comte Molitor | acheté par Anne Akiko Meyers en 2010 |                                     |
| Cabriac                                                  | 1698   |          |       |                    | | |                                     |
| Baron Knoop                                              | 1698   |          |       |                    | | un des sept violons associés au Baron Johann Knoop |                                     |
| Joachim                                                  | 1698   |          |       |                    | Royal Academy of Music | |                                     |
| Duc de Camposelice                                       | 1699   |          |       |                    | propriétaire : Lin-Chao-Liang | |                                     |
| Lady Tennant ; Lafont                                    | 1699   |          |       |                    | Charles Philippe Lafont Marguerite Agaranthe Tennant puis possédé par Sándor Végh | mis à la disposition de Xiang Gao acquis par The Stradivari Society ; vendu chez Christie's, enchère de 2,032 millions de dollars, avril 2005 |                                     |
| Countess Polignac                                        | 1699   |          |       |                    | | mis à la disposition de Gil Shaham. |                                     |
| Castelbarco                                              | 1699   |          |       |                    | Bibliothèque du Congrès | vendu par Nathan Posner en même temps que le « Ward » à Gertrude Clarke Whittall, |                                     |
| Kustendyke                                               | 1699   |          |       |                    | Royal Academy of Music | |                                     |
| Crespi                                                   | 1699   |          |       |                    | Royal Academy of Music | |                                     |
| Le Penny                                                 | 1700   |          |       |                    | Barbara Penny | |                                     |
| Dragonetti                                               | 1700   |          |       |                    | WestLB, puis Nippon Music Foundation en 2002. | Autrefois (1963) propriété d'Alfredo Campoli. Avant 2002, prêté à Frank Peter Zimmermann. D'avril à octobre 2006, à Mayu Kijima et en mai 2009, à Veronika Eberle (en). |                                     |
| Jupiter                                                  | 1700   |          |       |                    | Giovanni Battista Viotti | |                                     |
| Taft ; ex-Emil Heermann                                  | 1700   |          |       |                    | Canada Council for the Arts | mis à la disposition de Nikki Chooi |                                     |
| Ward                                                     | 1700   |          |       |                    | Bibliothèque du Congrès | vendu par Nathan Posner en même temps que le « Castelbarco » |                                     |
| Dushkin                                                  | 1701   |          |       |                    | | mis à la disposition de Dennis Kim, soliste, Seoul Philharmonic Orchestra |                                     |
| Markees                                                  | 1701   |          |       |                    | Music Chamber | |                                     |
| Ferraresi                                                | 1701   |          |       |                    | Guy Deveault, Canada | mis à la disposition d'Alexandre Da Costa |                                     |
| Irish                                                    | 1702   |          |       |                    | Pohjola Bank Art Foundation, Finland | mis à la disposition d'Antti Tikkanen puis de Réka Szilvay (en) |                                     |
| Conte de Fontana ; Peterlongo ; Oistrakh ; ex-Oistrakh   | 1702   |          |       |                    | David Oïstrakh (1955-1966) | mis à la disposition de Mariana Sirbu et Massimo Quarta par le propriétaire actuel (anonyme) |                                     |
| Lukens ; Edler Voicu                                     | 1702   |          |       |                    | A.W. Lukens ; Ion Voicu ; Romania Culture Ministry | mis à la disposition d'Alexandru Tomescu jusqu'en 2012 |                                     |
| Roi Joseph Maximilien                                    | 1702   |          |       |                    | | Nommé d'après Maximilien de Bavière qui possédait un autre Stradivarius nommé ex-Bavarois de 1720 |                                     |
| Lyall                                                    | 1702   |          |       |                    | | |                                     |
| Antonio Stradivari                                       | 1703   |          |       |                    | Allemagne | en dépôt au Musikinstrumentenmuseum, Berlin |                                     |
| La Rouse Boughton                                        | 1703   |          |       |                    | Österreichische Nationalbank | mis à la disposition de Boris Kuschnir of the Kopelman Quartet |                                     |
| Lord Newlands                                            | 1702   |          |       |                    | Nippon Music Foundation | mis successivement à la disposition de janvier 2003 à mars 2009, à Toru Yasunaga, puis d'avril 2009 à janvier 2011, à Sergey Khachatryan, d'avril 2012 à juin 2014, à Ray Chen et depuis janvier 2015, il est joué par Suyoen Kim. |                                     |
| Allegretti                                               | 1703   |          |       |                    | | |                                     |
| Alsager                                                  | 1703   |          |       |                    | | |                                     |
| Dancla                                                   | 1703   |          |       |                    | L-Bank Baden-Württemberg | mis à la disposition de Linus Roth |                                     |
| Lady Harmsworth                                          | 1703   |          |       |                    | Paul Bartel | mis à la disposition de Kristóf Baráti, acquis par The Stradivari Society |                                     |
| Emiliani                                                 | 1703   |          |       |                    | Anne-Sophie Mutter | |                                     |
| ex-Foulis                                                | 1703   |          |       |                    | | mis à la disposition de Karen Gomyo |                                     |
| Le Rougement                                             | 1703   |          |       |                    | Musée Henry Ford | |                                     |
| Betts                                                    | 1704   |          |       |                    | Bibliothèque du Congrès | utilisé par Gertrude Clarke Whittall |                                     |
| Sleeping Beauty / La Belle au bois dormant               | 1704   |          |       |                    | L-Bank Baden-Württemberg | mis à la disposition d'Isabelle Faust. Un des rares Stradivarius à avoir conservé son manche d'origine. Le nom provient de l'expert qui l'a authentifié au début du XXe siècle, après qu'il fut découvert dans une armoire en Allemagne. |                                     |
| Marsick (1705)                                           | 1705   |          |       |                    | Massimo Quarta | acquisition par Oistrakh comme le 1702 Conte di Fontana. |                                     |
| « ex-Tadolini »                                          | 1706   |          |       |                    | Collection Mr & Mrs Rin Kei Mei | |                                     |
| ex-Brüstlein                                             | 1707   |          |       |                    | Österreichische Nationalbank | |                                     |
| La Cathédrale                                            | 1707   |          |       |                    | | |                                     |
| Rivaz, Baeon Gutman                                      | 1707   |          |       |                    | | |                                     |
| Hammer                                                   | 1707   |          |       |                    | Banque Nationale de Norvège | Mis à la disposition de Janine Jansen pendant dix ans |                                     |
| Christian Hammer (collector)                             | 1707   |          |       |                    | | vendu chez Christie's New York le 16 mai 2006 au record de 3,544 millions de dollars (2 765 080 €) après cinq minutes d'enchères, |                                     |
| Davidoff                                                 | 1708   | Âge d'or |       |                    | Musée de la musique, Paris | légué au Musée en 1887 |                                     |
| Tua                                                      | 1708   | Âge d'or |       |                    | Musée de la musique, Paris | Donation au Musée en 1935 |                                     |
| Burstein ; Bagshawe                                      | 1708   |          |       |                    | | propriété de la famille Jacobs, prêté à Jeff Thayer, soliste du San Diego Symphony |                                     |
| Huggins                                                  | 1708   |          |       |                    | À William Huggins vers 1880, Nippon Music Foundation depuis 1995. | mis à la disposition du lauréat du Concours musical international Reine Élisabeth de Belgique (tous les quatre ans) |                                     |
| Txinka                                                   | 1708   |          |       |                    | Roland Daugareil | |                                     |
| Ruby                                                     | 1708   |          |       |                    | | mis à la disposition de Chen Xi, acquis par The Stradivari Society |                                     |
| Strauss                                                  | 1708   | Âge d'or |       |                    | The Samsung Foundation of Culture | mis à la disposition de Chee-Yun par The Stradivari Society, |                                     |
| Greffuhle (en)                                           | 1709   |          |       |                    | | Donation à la Smithsonian Institution en 1997 par Herbert R. Axelrod. Il fait maintenant partie de l'Axelrod quartet. |                                     |
| Berlin Hochschule                                        | 1709   |          |       |                    | | |                                     |
| Hammerle ; ex-Adler                                      | 1709   |          |       |                    | Österreichische Nationalbank | mis à la disposition de Werner Hink |                                     |
| Ernst-Hallé                                              | 1709   |          |       |                    | Possédé par Heinrich Wilhelm Ernst, conservé par son épouse jusque vers 1870, puis Lady Hallé jusqu'en 1911. Il est joué ensuite par la violoniste Byrd Elliot et William Kroll. En 1977, l'instrument est acquis par Zsigmondy Dénes. | |                                     |
| Engleman                                                 | 1709   |          |       |                    | Nippon Music Foundation | mis à la disposition de Lisa Batiashvili |                                     |
| King Maximilian ; Unico                                  | 1709   |          |       |                    | Axel Springer Foundation | mis à la disposition de Michel Schwalbé, soliste du Berliner Philharmoniker (1966-1986) ; déclaré volé en 1999 |                                     |
| Viotti ; ex-Bruce                                        | 1709   | Âge d'or |       |                    | Royal Academy of Music | acheté en 2005 pour 3,5 millions de livres |                                     |
| Marie Hall                                               | 1709   |          |       |                    | Giovanni Battista Viotti ; The Chi-Mei Collection | du nom de la violoniste Marie Hall |                                     |
| ex-Kempner                                               | 1709   |          |       |                    | | mis à la disposition de Soovin Kim |                                     |
| Camposelice                                              | 1710   |          |       |                    | Nippon Music Foundation | mis à la disposition de Kyoko Takezawa, et depuis 2012 à Svetlin Roussev (en) |                                     |
| Lord Dunn-Raven                                          | 1710   |          |       |                    | Anne-Sophie Mutter | |                                     |
| ex-Roederer                                              | 1710   |          |       |                    | | mis à la disposition de David Grimal. |                                     |
| ex-Vieuxtemps                                            | 1710   | Âge d'or |       |                    | | mis à la disposition de Samuel Magad, soliste de l'Orchestre symphonique de Chicago |                                     |
| Le Lady Inchiquin                                        | 1711   |          |       |                    | autrefois propriété de Fritz Kreisler | joué par Frank Peter Zimmermann, une compagnie bancaire allemande, WestLB AG, l'a acheté pour qu'il puisse en disposer. |                                     |
| Comte de Plymouth ; Kreisler                             | 1711   |          |       |                    | Orchestre philharmonique de Los Angeles | trouvé dans un débarras des biens du Comte de Plymouth en compagnie des violons Le Messie et l’Alard en 1925 ; acheté par Fritz Kreisler en 1928 et vendu par ce dernier en 1946 |                                     |
| Liegnitz                                                 | 1711   |          |       |                    | | autrefois propriété de Szymon Goldberg |                                     |
| Le Brun                                                  | 1712   |          |       |                    | Niccolò Paganini ; Charles LeBrun ; Otto Senn | vendu chez Sotheby's le 13 novembre 2001 |                                     |
| Karpilowsky                                              | 1712   |          |       |                    | Harry Solloway | volé en 1953 à la résidence Solloway's à Los Angeles |                                     |
| Schreiber                                                | 1713   |          |       |                    | | |                                     |
| Antonio Stradivari                                       | 1713   |          |       |                    | | |                                     |
| Boissier (es)                                            | 1713   |          |       |                    | | Découvert par Boissier accroché dans la forge d'un maréchal-ferrant des environs de Genève. Il est acquis par le luthier Vuillaume puis disparaît. Il est acheté en 1888 par Sarasate, qui le joue peu et le lègue à sa ville natale de Pampelune. |                                     |
| Daniel                                                   | 1713   |          |       |                    | | mis à la disposition de Jhon Paul Reynols |                                     |
| Gibson ; ex-Huberman                                     | 1713   |          |       |                    | Bronisław Huberman Joshua Bell | volé à deux reprises à Huberman. Fait l'objet du livre, Tribulation d'un Stradivarius en Amérique, du luthier français Frédéric Chaudière |                                     |
| Lady Ley                                                 | 1713   |          |       |                    | Stradivarius family | acheté par Jue Yao, violoniste chinois |                                     |
| Wirt                                                     | 1713   |          |       |                    | | |                                     |
| Dolphin ; Delfino                                        | 1714   |          |       |                    | Jascha Heifetz Nippon Music Foundation | mis à la disposition d'Akiko Suwanai puis Ray Chen |                                     |
| Soil                                                     | 1714   | Âge d'or |       |                    | Amédée Soil ; Yehudi Menuhin ; Itzhak Perlman | |                                     |
| ex-Berou ; ex-Thibaud                                    | 1714   |          |       |                    | | |                                     |
| Le Maurien                                               | 1714   |          |       |                    | | volé en 2002 |                                     |
| Leonora Jackson                                          | 1714   |          |       |                    | | |                                     |
| Massart                                                  | 1714   |          |       |                    | György Pauk | |                                     |
| Sinsheimer ; General Kyd ; Perlman                       | 1714   |          |       |                    | Itzhak Perlman David L. Fulton | |                                     |
| Smith-Quersin                                            | 1714   |          |       |                    | Österreichische Nationalbank | mis à la disposition de Rainer Honeck |                                     |
| Aurea                                                    | 1715   |          |       |                    | | joué par un membre du Quatuor Stradivari, Xiaoming Wang. |                                     |
| Alard-Baron Knoop                                        | 1715   |          |       |                    | | |                                     |
| Baron Knoop ; ex-Bevan                                   | 1715   |          |       |                    | | |                                     |
| ex-Bazzini                                               | 1715   |          |       |                    | | |                                     |
| Cremonese ; ex-Harold, Joseph Joachim                    | 1715   |          |       |                    | Municipalité de Cremone | |                                     |
| Duke of Cambridge ; Ex-Pierre Rode                       | 1715   |          |       |                    | NPO « Yellow Angel » | A été joué par une élève d'Elgar, Marie Hall ; mis à la disposition de Ryu Goto |                                     |
| Il Cremonese, ex-Joachim                                 | 1715   |          |       |                    | Darius Grass († 1877) ; Jules Grassin ; 1880 : David Laurie ; M. Labitte de Reims ; 1889 : Joseph Joachim († 1907) puis Harold Joachim, son neveux ; Robert Brandt ; William Hill & son (Hill collection) ; 1961 : Municipalité de Cremone. Nippon Music Foundation? | mis à la disposition de Ray Chen. |                                     |
| Lipinski (en)                                            | 1715   |          |       |                    | | mis à la disposition du soliste de l'Orchestre symphonique de Milwaukee, Frank Almond |                                     |
| ex-Marsick (1715)                                        | 1715   | Âge d'or |       |                    | | mis à la disposition de James Ehnes |                                     |
| Titien                                                   | 1715   | Âge d'or |       |                    | Jacob Lynam | |                                     |
| Titan                                                    | 1715   |          |       |                    | A appartenu à Efrem Zimbalist - également joué par Arthur Grumiaux - Cho-Liang Lin - Wolfe Wolfinsohn | Le 'Titian, Comte de Sauzay' |                                     |
| Cessole                                                  | 1716   |          |       |                    | | |                                     |
| Berthier                                                 | 1716   |          |       |                    | Baron Vecsey de Vecse ; Franco Gulli — Fondation Pro Canale (Milan) | Joué par Massimo Quarta |                                     |
| Booth                                                    | 1716   |          |       |                    | Nippon Music Foundation | mis à la disposition de Shunsuke Sato ; auparavant prêté à Arabella Steinbacher ; auparavant prêté à Julia Fischer |                                     |
| Colossus                                                 | 1716   |          |       |                    | | volé en 1998 |                                     |
| Duranti                                                  | 1716   |          |       |                    | Mariko Senju | |                                     |
| Monasterio                                               | 1716   |          |       |                    | | Cyrus Forough |                                     |
| Provigny                                                 | 1716   |          |       |                    | Musée de la musique, Paris | légué au Musée en 1909 |                                     |
| Messie-Salabue                                           | 1716   | Âge d'or |       |                    | Ashmolean Museum Oxford | exposé à l'Ashmolean Museum. Presque jamais joué, ce violon est considéré comme « quasi neuf » mais « sonne mal ». |                                     |
| ex-Windsor-Weinstein ; Fite                              | 1716   |          |       |                    | Canada Council for the Arts | mis à la disposition d'Emily Westell |                                     |
| Baron Wittgenstein                                       | 1716   |          |       |                    | The Bulgarian state | mis à la disposition du violoniste bulgare Mincho Minchev, depuis 1979 |                                     |
| Gariel                                                   | 1717   |          |       |                    | Jonathan Moulds | mis à la disposition de la violoniste britannique Nicola Benedetti |                                     |
| ex-Wieniawski                                            | 1717   |          |       |                    | | |                                     |
| Kochanski                                                | 1717   |          |       |                    | Tsar Nicolas II de Russie, Paul Kochanski, Pierre Amoyal | signalé volé en 1987 et retrouvé en 1991 |                                     |
| Sasserno                                                 | 1717   |          |       |                    | Nippon Music Foundation | mis à la disposition de Alina Pogostkina |                                     |
| Viotti ; ex-Rosé                                         | 1718   | Âge d'or |       |                    | Giovanni Battista Viotti Österreichische Nationalbank | mis à la disposition de Volkhard Steude |                                     |
| Chanot-Chardon                                           | 1718   |          |       |                    | Timothy Baker Joshua Bell | en forme de guitare ; mis à la disposition de Simone Lamsma |                                     |
| Oiseau de feu, Firebird ; ex-Saint Exupéry               | 1718   |          |       |                    | Salvatore Accardo | son nom est dû à la couleur du vernis et son brillant. |                                     |
| Marquis de Riviere                                       | 1718   |          |       |                    | Daniel Majeske | joué par Majeske quand il fut soliste de l'Orchestre de Cleveland de 1969 à 1993. |                                     |
| San Lorenzo                                              | 1718   |          |       |                    | Georg Talbot | mis à la disposition de David Garrett, pendant que le Guadagnini est en réparation,. |                                     |
| ex-Count Vieri                                           | 1718   |          |       |                    | Collection Mr & Mrs Rin Kei Mei | |                                     |
| Lautenschlager                                           | 1719   |          |       |                    | retrouvé dans Berlin par les russes en 1945, joué un temps par David Oïstrakh | |                                     |
| Lauterbach                                               | 1719   |          |       |                    | Johann Christoph Lauterbach ; J.B. Vuillaume ; Charles Philippe Lafont. Le violon disparaît du Musée national de Varsovie en 1944, retrouvé en 1948, puis disparu de nouveau, jusqu'en 2004. | |                                     |
| ex-Bavarois                                              | 1720   |          |       |                    | Collection Sau-Wing Lam | Propriété de la couronne de Bavière. Cédé à Benno Walter de Munich en 1870, puis à Jean-Louis Courvoisier de 1901 à 1924. Le chef d'orchestre belge Henri Verbrugghen le joue en 1928 puis son fils Adrian Verbrugghen, jusqu'à faire partie de la collection Sau-Wing Lam avec le Scotland University de 1734.                                                                                   |                                     |
| The Angel, ex Madrileño                                  | 1720   | Âge d'or |       |                    | Rimma Sushanskaya professeur d'Harvard épouse de Benjamin Franklin Rembert Wurlitzer Duques de Osuna | Depuis 2017, la société Stradivarius Art and Sound a fait l'acquisition du violon pour la somme de 8 millions de francs suisse. Le virtuose Fabrizio von Arx, associé et directeur artistique de Stradivarius Art and Sound, en a désormais la jouissance exclusive pendant 10 ans. |                                     |
| von Beckerath                                            | 1720   |          |       |                    | Michael Antonello | |                                     |
| Sinsheimer ; Iselin                                      | 1721   |          |       |                    | | signalé volé près de Hanovre, Allemagne en 2008 ; retrouvé en 2009. |                                     |
| Lady Blunt                                               | 1721   | Âge d'or |       |                    | Paolo Stradivari | il doit son nom à Lady Anne Blunt, fille d'Ada Lovelace, petite-fille de Lord Byron. Considéré comme quasi neuf mais « sonnant mal », ce violon appartient à un collectionneur anonyme après une vente aux enchères en 2011 ayant atteint le montant de 15,9 millions de dollars. |                                     |
| Président                                                | 1721   |          |       |                    | A appartenu à Christian Ferras | |                                     |
| Red Mendelssohn                                          | 1721   |          |       |                    | Famille Mendelssohn Elizabeth Pitcairn | inspiration du film Le Violon rouge de 1998. |                                     |
|                                                          | 1721   |          |       |                    | | instrument de Fritz Kreisler. Joué quelques années par Renaud Capuçon (notamment pour ses enregistrements des sonates de Brahms avec Nicholas Angelich, le Concerto d'Henri Dutilleux avec Daniel Harding) |                                     |
| The Macmillan                                            | 1721   |          |       |                    | | mis à la disposition de Feng Ning ; précédemment Ray Chen; précédemment Jean Anthelme Brillat-Savarin, |                                     |
| Kruse                                                    | 1721   |          |       |                    | | Apparaît avec Désiré Beaulieu, un élève de Kreutzer. Possédé par Johann Kruse entre 1904 et 1908. |                                     |
| Artot                                                    | 1722   |          |       |                    | | |                                     |
| Jules Falk                                               | 1723   |          |       |                    | Viktoria Mullova | |                                     |
| Jupiter ; ex-Goding                                      | 1722   |          |       |                    | Nippon Music Foundation | mis à la disposition de Daishin Kashimoto ; précédemment Midori Goto |                                     |
| Laub-Petschnikoff                                        | 1722   |          |       |                    | | |                                     |
| Elman                                                    | 1722   |          |       |                    | Chi Mei Museum | |                                     |
| Cádiz                                                    | 1722   |          |       |                    | Joseph Fuchs | mis à la disposition de Jennifer Frautschi ; son nom lui vient de la cité de Cádiz, Espagne. |                                     |
| Kiesewetter ; « Ex-Keisewetter »                         | 1723   |          |       |                    | du violiniste Allemand Christoph Gottfried Kiesewetter, né en 1777 et mort à Londres en 1827, le violon fut acheté à Kiesewetter par Sir Francis Goldschmidt et plus tard passa à sa fille. Charles Fletcher l'acquit en 1890. En 1906, George Hart vendit le « Kiesewetter » au collectionneur New Yorkais, Henry O. Havemeyer propriétaire également du « King Joseph » de Guarneri del Gesù. Le violon reste dans la famille Havemeyer, passant à Horace O. Havemeyer qui le vendit à Rembert Wurlitzer, Inc. en 1953. Clement et Karen Arrison | mis à la disposition de Philippe Quint acquis par The Stradivari Society Oublié par Philippe Quint dans un taxi le 21 avril 2008, et retrouvé le lendemain. |                                     |
| Earl Spencer                                             | 1723   |          |       |                    | | mis à la disposition de Nicola Benedetti |                                     |
| Paganini                                                 | 1724   |          |       |                    | | Possédé par Sándor Végh |                                     |
| Sarasate                                                 | 1724   |          |       |                    | Musée de la musique, Paris | Légué au Conservatoire de Paris par Pablo de Sarasate, en mémoire de ses années d'études au Conservatoire. A également appartenu au comte Cozio di Salabue et à Niccolò Paganini. |                                     |
| Brancaccio                                               | 1725   |          |       |                    | Détruit par un raid des Alliés sur Berlin, lors de la Seconde Guerre mondiale. | propriété de Carl Flesch, jusqu'en 1928, puis il fut vendu à Franz von Mendelssohn, banquier et amateur de violon. |                                     |
| Chaconne                                                 | 1725   |          |       |                    | Österreichische Nationalbank | mis à la disposition de Rainer Küchel |                                     |
| Leonardo da Vinci                                        | 1725   |          |       |                    | Famille Da Vinci | |                                     |
| Wilhelmj                                                 | 1725   |          |       |                    | Nippon Music Foundation | mis à la disposition de Baiba Skride ; un des nombreux violons de Stradivarius Stradivari avec le surnom de « Wilhelmj » |                                     |
| Greville ; Kreisler ; Adams                              | 1726   |          |       |                    | Fritz Kreisler | |                                     |
| Baron Deurbroucq                                         | 1727   |          |       |                    | Baron Deurbroucq (La Haye)(1870) Robert Crawford (Edinbourg) W.E. Hill & Sons (1902) Hans Wessely (1903-1926) David D. Walton (Boston) (1926) Emil Herrmann (19??-1945) Fredell Lack (1945-?) Beare's International Violin Society | mis à la disposition de Janine Jansen |                                     |
| Barrere                                                  | 1727   |          |       |                    | | mis à la disposition de Janine Jansen, acquis par The Stradivari Society |                                     |
| Davidoff-Morini                                          | 1727   |          |       |                    | Erika Morini (entre 1924–1995) | volé en 1995, |                                     |
| ex-General Dupont                                        | 1727   |          |       |                    | Arthur Grumiaux | mis à la disposition de Jennifer Koh |                                     |
| Holroyd                                                  | 1727   |          |       |                    | | |                                     |
| Kreutzer                                                 | 1727   |          |       |                    | Maxime Vengerov | un des quatre Stradivarius au surnom Kreutzer (1701, 1720, 1731) ; acquis par le soliste en 1998 pour 1,5 million de dollars. |                                     |
| « Ex-Reynier » ou « Le Reynier » ; Hart; ex-Francescatti | 1727   |          |       |                    | Société LVMH (Moët Hennessy Louis Vuitton SA) depuis 1992 ; Salvatore Accardo. | du nom de Leon Reynier, prix du Conservatoire de Paris en 1847. A été prêté à Maxime Vengerov. L'un des deux violons, avec le Zahn, que possède LVMH, qui dispose également d'un violoncelle, le Vaslin. Mis à la disposition de Tedi Papavrami. |                                     |
| Paganini-Comte Cozio di Salabue                          | 1727   |          |       |                    | Nippon Music Foundation | Instrument du Quatuor Paganini. |                                     |
| Halphen                                                  | 1727   |          |       |                    | Angelika Prokopp Private Foundation | mis à la disposition d'Eckhard Seifert |                                     |
| Il Vesuvio                                               | 1727   |          |       |                    | Jan Hambourg (en) († 1947)Antonio Brosa († 1977)Remo Lauricella († 2003) par testament à Crémone (depuis 2005) | |                                     |
| A. J. Fletcher ; Red Cross Knight                        | 1728   |          |       |                    | A. J. Fletcher Foundation | mis à la disposition de Nicholas Kitchen du Borromeo String Quartet ; l'instrument est assemblé par Omobono Stradivarius |                                     |
| Artot-Alard                                              | 1728   |          |       |                    | Endre Balogh | Une copie de l'instrument a été produite en 1996 par Gregg Alf et Joseph Curtin, en utilisant des matériaux et des méthodes modernes; Balogh joue aussi bien sur l'original de 1728 que sur la réplique. |                                     |
| Dragonetti ; Milanollo                                   | 1728   |          |       |                    | Giovanni Battista Viotti | mis à la disposition de Corey Cerovsek |                                     |
| Perkins                                                  | 1728   |          |       |                    | Orchestre philharmonique de Los Angeles | d'après le nom de Frederick Perkins, autrefois propriété de Luigi Boccherini |                                     |
| Benny                                                    | 1729   |          |       |                    | Jack Benny Orchestre philharmonique de Los Angeles | légué à l'Orchestre philharmonique de Los Angeles par Jack Benny |                                     |
| Solomon, ex-Lambert                                      | 1729   |          |       |                    | Murray Lambert Seymour Solomon | vendu chez Christie's à New York pour 2,728 millions de dollars soit 2 040 000 € |                                     |
| Innes                                                    | 1729   |          |       |                    | | mis à la disposition du violoniste roumain Eugen Sarbu ; précédemment prêté à Wieniawski |                                     |
| Guarneri                                                 | 1729   |          |       |                    | Canada Council for the Arts | mis à la disposition de A. Timothy Chooi |                                     |
| Recamier ex-Elman                                        | 1729   |          |       |                    | Ryuzo Ueno, Honorary Chairman, Ueno Fine Chemicals Industry, Ltd. | mis à la disposition de Sayaka Shoji |                                     |
| Royal Spanish / Royal Espagnol                           | 1730   |          |       |                    | Anne Akiko Meyers | autrefois détenu par le Roi d'Espagne |                                     |
| Lady Jeanne                                              | 1731   |          |       |                    | Donald Kahn Foundation | mis à la disposition de Benjamin Schmid |                                     |
| Garcin                                                   | 1731   |          |       |                    | Jules Garcin ; Sidney Harth | |                                     |
| Heifetz-Piel                                             | 1731   |          |       |                    | Rudolph Piel Jascha Heifetz | |                                     |
| Baillot                                                  | 1732   |          |       |                    | Fondazione Casa di Risparmio | prêté à Giuliano Carmignola pour l'enregistrement de Vivaldi : Concertos pour deux violons |                                     |
| Duke of Alcantara                                        | 1732   |          |       |                    | un obscur noble, aide de camp du Roi Don Carlos ; UCLA | Genevieve Vedder fit donation de l'instrument à l'Université de Californie à Los Angeles : (UCLA) music department vers 1960. En 1967, l'instrument est mis à la disposition de David Margetts. On ne sait s'il l'a oublié dans sa voiture ou si on l'a volé, mais un amateur de violon déclara l'avoir trouvé sur une autoroute 27 ans après. Après accord amiable, il revint à l'UCLA en 1995,. |                                     |
| Herkules                                                 | 1732   |          |       |                    | Eugène Ysaÿe | volé en Russie en 1908 |                                     |
| Red Diamond                                              | 1732   |          |       |                    | Louis Von Spencer IV | A appartenu à Sascha Jacobsen jusqu'en 1972. Le violon a souffert d'un séjour dans l'eau en janvier 1952, alors que Jacobsen était premier violon de l'Orchestre philharmonique de Los Angeles. L'instrument a été restauré par Hans Weisshaar. |                                     |
| Tom Taylor                                               | 1732   |          |       |                    | | autrefois mis à la disposition de Joshua Bell |                                     |
| Des Rosiers                                              | 1733   |          |       |                    | Arthur Leblanc, Angèle Dubeau | classé comme étant propriété nationale par l'ancien premier ministre du Québec René Lévesque. |                                     |
| Huberman ; Kreisler                                      | 1733   |          |       |                    | Bronisław Huberman Fritz Kreisler | |                                     |
| Khevenhüller                                             | 1733   |          |       |                    | Yehudi Menuhin | |                                     |
| Rode                                                     | 1733   |          |       |                    | | |                                     |
| Ames                                                     | 1734   |          |       |                    | Roman Totenberg | volé en 1981, retrouvé en juin 2015 |                                     |
| Baron Feilitzsch ; Heermann                              | 1734   |          |       |                    | Baron Feilitzsch Hugo Heerman Gidon Kremer | Joué depuis novembre 2010 par Baiba Skride. |                                     |
| Habeneck                                                 | 1734   |          |       |                    | Royal Academy of Music | Instrument joué par Ralph Holmes (1937-1984). |                                     |
| Hercules ; Ysaÿe ; ex-Szeryng ; King David               | 1734   |          |       |                    | Eugène Ysaÿe Charles Munch Henryk Szeryng État d'Israël | |                                     |
| Lord Amherst of Hackney                                  | 1734   |          |       |                    | Fritz Kreisler | |                                     |
| Scotland University                                      | 1734   |          |       |                    | Collection Sau-Wing Lam | Heath, puis WE Hill & Sons de Londres (1873) ; un amateur nommé Neil le lègue à une université d'Écosse. Acheté par Rudolph Wurlitzer de New York en 1941 |                                     |
| Willemotte                                               | 1734   |          |       | 1                  | Léonidas Kavakos | |                                     |
| Lamoureux ; ex-Zimbalist                                 | 1735   |          |       |                    | | volé, réputé se trouver au Japon. |                                     |
| Muntz                                                    | 1736   |          |       |                    | Nippon Music Foundation | mis à la disposition d'Arabella Steinbacher |                                     |
| ex-Roussy                                                | 1736   |          |       |                    | joué par la violoniste japonaise Chisako Takashima | |                                     |
| Comte d'Amaille                                          | 1737   |          |       |                    | | |                                     |
| Lord Norton                                              | 1737   |          |       |                    | | |                                     |
| Chant du Cygne ; Swan Song                               | 1737   |          |       |                    | Ivry Gitlis | |                                     |

## Altos
Selon les spécialistes, il existe aujourd'hui une dizaine de violons alto réalisés par Antonio Stradivari. Les estimations varient ainsi entre 10 pour les frères Hill (estimation au début du XXe siècle) à 18 pour Goodkind (estimation en 1972).
| Surnom                | Année | Période | Taille | Nombre pièces fond | Bois fond | Bois table d'harmonie | Localisation                                    | Interprètes notables | Montant dernière transaction connue              | Notes                                             |
| --------------------- | ----- | ------- | ------ | ------------------ | --------- | --------------------- | ----------------------------------------------- | --- | ------------------------------------------------ | ------------------------------------------------- |
| Gustav Mahler         | 1672  |         |        |                    |           |                       | Stradivari Stiftung Habisreutinger (Saint-Gall) | Antoine Tamestit, |                                                  |                                                   |
| Tuscan-Medici         | 1690  |         |        |                    |           |                       | Cosme III de Médicis                            | commandé par Cosme III de Médicis ; depuis mis à la disposition de la Bibliothèque du Congrès |                                                  |                                                   |
| Axelrod               | 1696  |         |        |                    |           |                       |                                                 | Donation à la Smithsonian Institution en 1997 par Herbert R. Axelrod. Actuellement fait partie de l'Axelrod quartet.                                                                                         |                                                  |                                                   |
| Archinto              | 1696  |         |        |                    |           |                       | Royal Academy of Music                          | |                                                  |                                                   |
| Court d'Espagne       | 1696  |         |        |                    |           |                       | Palacio Real, Madrid, Espagne                   | Cet alto est connu dans l'ensemble del Cuarteto Real (Le Quartet Royal) quand il fut inclus avec le duo de violon, los Decorados (Espagnol I & II, de 1687-1689), et le violoncelle Court d'Espagne de 1694. |                                                  |                                                   |
| MacDonald             | 1701  |         |        |                    |           |                       |                                                 | Utilisé par Peter Schidlof du Quatuor Amadeus à partir de 1964 et jusqu'à la mort de l'altiste en 1987 |                                                  |                                                   |
| Kux ; Castelbarco     | 1714  |         |        |                    |           |                       |                                                 | transformé de violon en alto par Jean-Baptiste Vuillaume, | 2,5 millions de livres sterling ; 2022 ; Londres |                                                   |
| Le Russe              | 1715  |         |        |                    |           |                       | Collection de l'État Russe                      | |                                                  |                                                   |
| Cassavetti            | 1727  |         |        |                    |           |                       | Bibliothèque du Congrès                         | fut utilisé par Gertrude Clarke Whittall |                                                  |                                                   |
| Paganini-Mendelssohn  | 1731  |         |        |                    |           |                       | Nippon Music Foundation                         | Alto du Quatuor Paganini. |                                                  |                                                   |
| Gibson ; Saint Senoch | 1734  | Tardive | 41.15  | 1                  |           |                       | Stradivari Stiftung Habisreutinger (Saint-Gall) | William Primrose |                                                  | Probablement le dernier alto d'Antonio Stradivari |

## Violoncelles
Antonio Stradivari construisit de 70 à 80 violoncelles dans sa vie, dont 63 exemplaires sont parvenus jusqu'à nous (la liste suivante en recense une trentaine).
| Surnom                              | Année | Localisation                                                                               | Notes |
| ----------------------------------- | ----- | ------------------------------------------------------------------------------------------ | --- |
| ex-Du Pré ; ex-Harrell              | 1673  | Jacqueline du PréLynn HarrellYo-Yo Ma                                                      | |
| General Kyd ; ex-Leo Stern          | 1684  | Los Angeles Philharmonic                                                                   | volé en 2004 et retrouvé rapidement,. |
| Marylebone                          | 1688  |                                                                                            | Donation à la Smithsonian Institution en 1997 par Herbert R. Axelrod. Fait actuellement partie de l'Axelrod quartet. |
| Barjansky                           | 1690  | Julian Lloyd Webber                                                                        | |
| ex-Gendron ; ex-Lord Speyer         | 1693  | Edgar Speyer Kunststiftung NRW (de) [Fondation des arts de Rhénanie-du-Nord-Westphalie]    | autrefois prêté à Maurice Gendron (1958–1990) ; ensuite mis un temps à la disposition de Maria Kliegel |
| Cour espagnole                      | 1694  | Patrimonio Nacional, Palacio Real, Madrid, Espagne                                         | collectivement connu comme del Cuarteto Real (du quartette royal) lorsque joint aux deux violons, los Decorados (Espagnols I et II 1687-1689), et à l'alto Cour espagnole de 1696.                                                                                            |
| London                              | 1694  | J. & A. Beare International Violin Society, Londres                                        | prêté à Kian Soltani. |
| Bonjour                             | 1696  | Abel Bonjour Canada Council for the Arts                                                   | mis à la disposition de Rachel Mercer |
| Lord Aylesford                      | 1696  | Nippon Music Foundation                                                                    | mis à la disposition de Danjulo Ishizaka ; prêté auparavant à Janos Starker (1950-1965) |
| Castelbarco                         | 1697  | Bibliothèque du Congrès                                                                    | proposé par Gertrude Clarke Whittall |
| Cristiani                           | 1700  | Jean-Pierre Duport Elise Barbier Cristiani                                                 | Exposé à la Collection Stradivarius au Musée communal de Crémone. Porte le nom de la virtuose Lise Cristiani née à Paris en 1827 et morte en Sibérie en 1853. Mendelssohn lui a dédié sa mélodie sans parole, op. 109.                                                        |
| Servais                             | 1701  | Musée national d'histoire américaine                                                       | mis à la disposition d'Anner Bylsma |
| Paganini-Comtesse de Stanlein       | 1707  | Bernard Greenhouse                                                                         | Mis à la disposition de Stéphane Tétreault |
| Boni-Hegar                          | 1707  | Christen Sveaas (en)                                                                       | Joué par Andreas Brantelid |
| Boccherini ; Romberg                | 1709  |                                                                                            | Utilisé par Pablo Casals. |
| Markevitch ; Delphino               | 1709  | Royal Academy of Music                                                                     | |
| Gore Booth ; Baron Rothschild       | 1710  | Rocco Filippini                                                                            | |
| Duport                              | 1711  | Mstislav Rostropovitch l'a joué de 1974 à 2007                                             | |
| Mara                                | 1711  | Joué par Heinrich Schiff, puis Christian Poltéra, notamment membre du trio Zimmermann      | Possédé par Jean-Baptiste Mara (1744–1808), puis par John Crosdill (1751–1825) dès 1802. |
| Davidov                             | 1712  | Karl Davidov Jacqueline du Pré                                                             | Mis à la disposition de Yo-Yo Ma. |
| Batta                               | 1714  | J. P. Thibout Alexander Batta ; W.E. Hill & Sons ; Baron Johann Knoop ; Gregor Piatigorsky | |
| de Vaux                             | 1717  |                                                                                            | Mis à la disposition d'Adam Klocek. |
| Amaryllis Fleming                   | 1717  | ex-Blair-Oliphant, ex-Hegar, ex-Kühn, ex-Küchler                                           | Propriété d'Amaryllis Fleming, demi-sœur des écrivains Ian et Peter Fleming. Le cou, la tête et la table ne sont pas d'origine, après une réparation importante au XVIIIe siècle par le luthier espagnol Jose Contreras,. Utilisé par Sharon Robinson (en) depuis avril 2011. |
| Becker                              | 1719  |                                                                                            | |
| Bonamy Dobree-Suggia                | 1717  |                                                                                            | Possédé par la violoncelliste portugaise Guilhermina Suggia (1885–1950), élève et compagne de Pablo Casals jusqu'en 1913. Joué par Maja Weber, violoncelliste du Stradivarius quartet,                                                                                        |
| Piatti                              | 1720  | Alfredo Piatti de 1867 à 1901                                                              | Carlos Prieto |
| Baudiot                             | 1725  | Gregor Piatigorsky                                                                         | |
| Vaslin                              | 1725  | Fondation Louis Vuitton                                                                    | Joué par Henri Demarquette puis Tatiana Vassilieva. |
| Chevillard                          | 1725  | Museu da Música (Lisbonne)                                                                 | Joué par Pavel Gomziakov |
| Marquis de Corberon ; ex-Jules Loeb | 1726  | Royal Academy of Music                                                                     | Fut autrefois propriété d'Hugo Becker. Acquis plus tard par Audrey Melville qui le légua à la Royal Academy of Music en 1960. Son amie, Zara Nelsova en garda la possession jusqu'à son décès en 2002, comme A. Melville le souhaitait. Joué par Christophe Coin.             |
| De Munck ; ex-Feuermann             | 1730  | Emanuel Feuermann Aldo Parisot Nippon Music Foundation                                     | mis à la disposition de Steven Isserlis, jusqu’en 2011, puis de Camille Thomas dès 2019 |
| Pawle                               | 1730  | Chimei Museum (Taïwan)                                                                     | |
| Braga                               | 1731  |                                                                                            | joué par Chung Myung-wha |
| Stuart                              | 1732  | Steven Honigberg                                                                           | |
| Paganini-Ladenburg                  | 1736  | Nippon Music Foundation                                                                    | Instruments du groupe connu sous le nom de Quatuor Paganini. |

## Guitares
Il n'existe que cinq guitares complètes de Stradivari, et quelques fragments d'autres instruments, y compris le manche d'un sixième instrument, au Conservatoire de Paris. Ces guitares ont cinq doubles cordes, comme fabriquées à l'époque.
| Surnom        | Année | Localisation                              | Notes |
| ------------- | ----- | ----------------------------------------- | --- |
| Hill, Colinne | 1688  | Ashmolean Museum à l'université d'Oxford  | ex-Kabayao-Dolfus Stradivarius 1724. |
| Rawlins       | 1700  | Musée national de musique (en) Sud-Dakota | |
| Sabionari     | 1679  | Museo del violino à Crémone               | Touché notamment par Krishnasol Jiménez pour un disque Robert de Visée : Livres de pièces pour la guittarre (juin/septembre 2012, Brilliant Classics) (OCLC 927444150) |
| Vuillaume     | 1711? | Musée de la musique, Paris                | |

## Mandolines
Il existe deux mandolines connues de Stradivarius.
- La Cutler-Challen Choral Mandolino de 1680, qui est propriété de la Collection du Musée national de musique (en) à l'université du Dakota du Sud à Vermillion[62].
- la seconde, datée circa 1706, est propriété du collectionneur Charles Beare de Londres[63].

## Harpe
La seule harpe de Stradivarius qui a survécu serait L’Arpetta – la petite harpe – propriété du Conservatoire de musique à Naples, Italie,.

## Violes
Neuf violes de Stradivarius nous sont parvenues, dont certains instruments transformés en violoncelle, tel le « violoncelle Iwasaki » (1690).
1. petite viole à six cordes (moule E.901.3).
2. basse de viole, datée de 1667
3. basse de viole à cinq cordes (1684, MS. 259) pour la Contessa Sola de Bergno
4. basse de viole (1684) Visconti da Madrona, transformée en violoncelle.
5. viole (1690). Surnommé « violoncelle Iwasaki » (Ko Iwasaki, un élève de Leonard Rose, Harvey Shapiro et Pablo Casals)[67].
6. viole à sept cordes (1701), dite alla francese
7. basse de viole (1707, moule E.901.1), pour Cristina Visconta, née Ebenezar Steffkin, petite fille du violiste Stephen Steffkin (c. 1600–1673) et fille de Christian Leopold Steffkins († 1714), violiste également. Elle épouse Gasparo Visconti (ca) (surnommé « Gasparino ») de Crémone, en 1704 lors d'un séjour à Londres. L'instrument est dans les mesures ordinaires du violoncelle, avec une touche courte.
8. Viole (1730, moule identique au Contessa de 1684) Transformé en violoncelle avec des pièces non originales.
9. Viole à sep cordes alla francese (1737, moule E.901.2). Date de l'année de la mort du facteur et fait par ses fils Omobono et Francesco. Le moule, où figure la même date, est conservé à la Cité de la Musique à Paris, peut se référer à l'instrument ou au MS. 259 selon Stewart Pollens (1992).